# Chilia Veche
Chilia Veche (en ukrainien : Стара-Кілія ; en russe : Старая-Килия) est une bourgade, peuplée de Roumains et de Lipovènes, située en Roumanie, dans le département de Tulcea, en Dobrogée, dans le delta du Danube, sur le bras de Chilia.

## Nom
Le nom de Chilia Veche (l'« Ancienne Chilia » en roumain) vient du grec byzantin kellia : « les celliers/greniers ». Ce nom a été aussi relié, sans certitude, à celui de l'Achilleia antique. En face, Chilia Nouă, jadis port moldave, est aujourd'hui une ville moyenne ukrainienne.

## Histoire
Source:

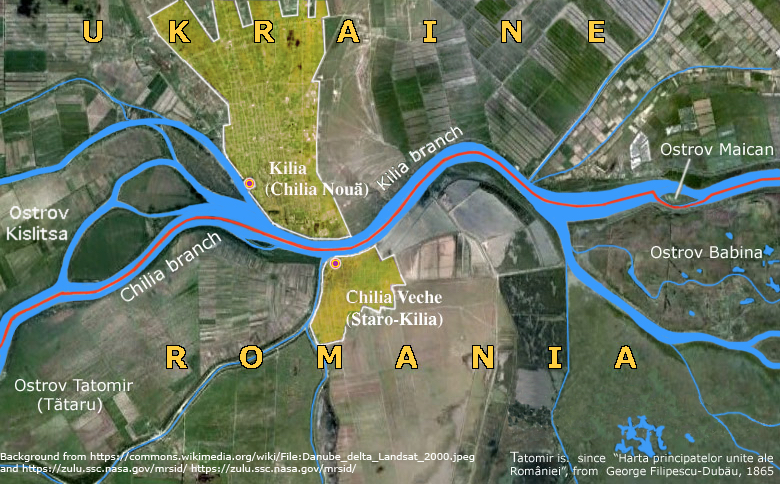
Les environs de Chilia Veche vus de satellite.

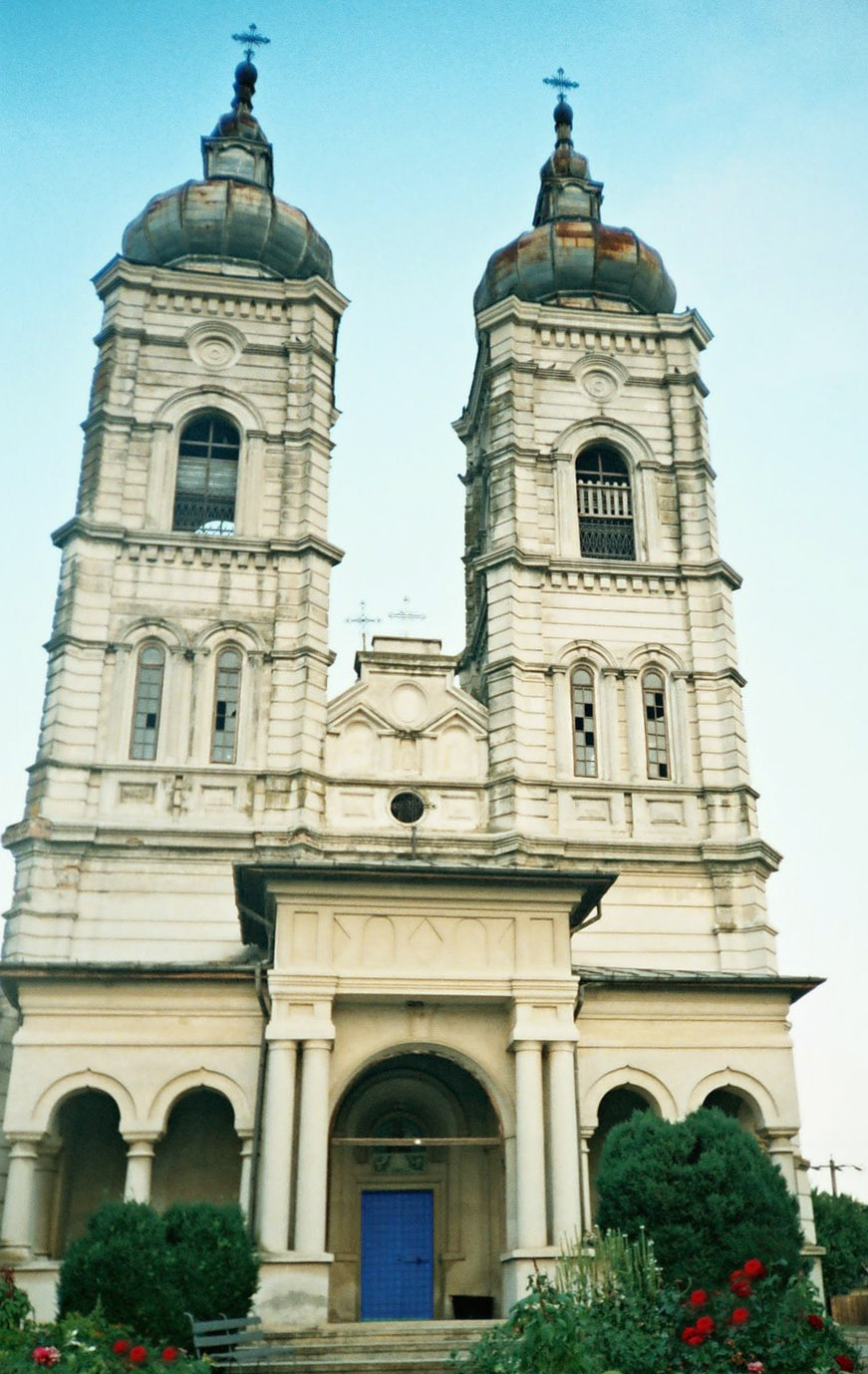
L'église lipovène de Chilia Veche.

- 238 : les Goths s'installent dans la zone, alors frontière romaine.
- 276 : les Goths entrent dans l'Empire.
- 567: alors que les Avars déferlent sur la zone (appartenant à l'Empire romain d'Orient), on signale dans leur sillage les Slaves et les Bulgares.
- 626 : les Avars et les Slaves entrent dans l'Empire.
- 689 : les Bulgares entrent dans l'Empire après leur victoire d'Ongal et fondent un grand royaume s'étendant sur les actuelles Ukraine méridionale, Moldavie, Roumanie, Bulgarie et Macédoine.
- 970 : les Grecs, d'abord alliés aux Russes, puis en guerre contre eux, détruisent l'empire bulgare et rétablissent leur domination dans la région.
- 1048 : les Petchénègues s'installent dans le pays.
- 1186 : le royaume bulgaro-valaque, à cheval sur les actuelles Moldavie, Roumanie, Bulgarie et Macédoine, s'émancipe de la domination byzantine.
- 1224 : durant l'invasion mongole de l'Europe, les Tatars dévastent la contrée.
- Chilia Veche est mentionnée pour la première fois sous ce nom en 1281 dans l'ouvrage du chroniqueur persan Rashid al-Din.
- 1346 : Chilia Veche est mentionnée comme enjeu de disputes entre le despotat de Dobrogée et la principauté de Valachie : en 1366 elle passe à la Dobrogée, en 1402 elle redevient valaque. Les Génois, installés non loin de là, à Licostomo, y commercent.
- 1426 : Chilia Veche est annexée par l'Empire ottoman : la plus grande partie de sa population passe en face, à Chilia Nouă, alors moldave.
- 1448 : le voïvode moldave Pierre III Mușat la cède à son allié et homologue transylvain, Iancou de Hunedoara, qui cherche un débouché maritime.
- 1465 : le voïvode Étienne de Moldavie reprend Chilia.
- 1484 : l'Empire ottoman s'empare de Chilia et de toute la région.
- 1697 : alors que Chilia Veche, habitée par des Grecs et des Roumains, est ottomane, les Lipovènes, fuyant les persécutions dont ils sont l'objet en Russie, s'installent dans le delta.
- 1829 : par le traité d'Andrinople, la Russie annexe le delta.
- 1838 : le traité de Balta-Liman est signé sur un navire sur le bras de Chilia entre l'Empire russe et l'Empire britannique.
- 1849 : la convention de Balta-Liman est signée sur un navire sur le bras de Chilia entre l'Empire russe et l'Empire ottoman.
- 1856 : suite de la guerre de Crimée, l'Empire russe doit rendre le delta à l'Empire ottoman et la rive nord du bras de Chilia à la Moldavie : les Roumains de Chilia-Veche passent en face, à Chilia Nouă.
- 1878 : l'Empire ottoman cède le delta à la Roumanie qui elle-même rend la rive nord du bras de Chilia à la Russie : les Roumains de Chilia Nouă reviennent à Chilia Veche.
- 1944 : l'Armée rouge débarque à Chilia Veche et y reste jusqu'en 1958 ; pendant ce temps, la Roumanie devient communiste. Un kolkhoze de pêche y est établi. Le culte lipovène est étroitement surveillé, les rituels traditionnels publics sont interdits.
- 1997 : après la chute de la dictature (1989), le kolkhoze de pêche est vendu par lots. Chilia Veche se vide partiellement de ses habitants, partis chercher du travail ailleurs.
- 2001 : de nouvelles lois permettent l'essor du tourisme, des habitants reviennent.
- 2007 : Chilia Veche devient un point de surveillance de la frontière est de l'Union européenne.

## Démographie
Lors du recensement de 2011, 90,94 % de la population se déclarent roumains et 4,45 % comme lipovènes (3,65 % ne déclarent pas d'appartenance ethnique et 0,93 % déclarent appartenir à une autre ethnie).

## Politique
| Parti | Parti                                      | Sièges |
| ----- | ------------------------------------------ | ------ |
|       | Parti social-démocrate (PSD)               | 5      |
|       | Parti national libéral (PNL)               | 3      |
|       | Parti Mouvement populaire (PMP)            | 2      |
|       | Alliance des libéraux et démocrates (ALDE) | 1      |

## Note
1. ↑  Horia Matei, Florin Constantiniu, Marcel Popa: Istoria lumii în date (Histoire mondiale en dates), éd.: encyclopédique roumaine, Bucarest 1969, Hans-Erich Stier: Westermann Grosser Atlas zur Weltgeschichte, 1985,  (ISBN 3-14-100919-8).
2. ↑  (ro) « Tab8. Populația stabilă după etnie – județe, municipii, orașe, comune », sur recensamantromania.ro.
3. ↑  (ro) « Rezultate finale 5 iunie 2016 », sur www.2016bec.ro.